# Julien Mercier
Pour les personnes ayant le même patronyme, voir Mercier.
Julien Mercier (27 février 1621 à Tourouvre (Orne) - 18 octobre 1676 à Sainte-Anne-de-Beaupré) est un pionnier de la Nouvelle-France.

## Biographie
Julien Mercier est né à Tourouvre, alors dans le Comté du Perche, le 27 février 1621. Il est le fils de François Mercier et de Roberte Cornilleau et il est baptisé le jour de sa naissance en l'église Saint-Aubin de Tourouvre.
Julien Mercier est arrivé à Québec le 6 août 1647.
Il s'est marié à Marie Poulain, le 18 janvier 1654, à Sainte-Anne-de-Beaupré. Ils ont eu 6 garçons et 4 filles. Cinq de leurs fils ont perpétué le nom de Mercier.
De tous les Mercier qui ont pris souche en Nouvelle-France, la descendance du couple Julien et Marie est celle qui actuellement, peuple le plus l'Amérique à environ 85 %. Honoré Mercier (1840-1894), qui fut Premier ministre du Québec, fait partie de cette descendance.

## Vitrail
Le 31 mai 1891, en mémoire de son voyage sur la terre de son ancêtre, Honoré Mercier fait un don destiné à la réalisation de deux vitraux pour l'église Saint-Aubin de Tourouvre. Installés l'année suivante, ils perpétuent le souvenir du départ de Julien et du retour d'Honoré son illustre descendant.

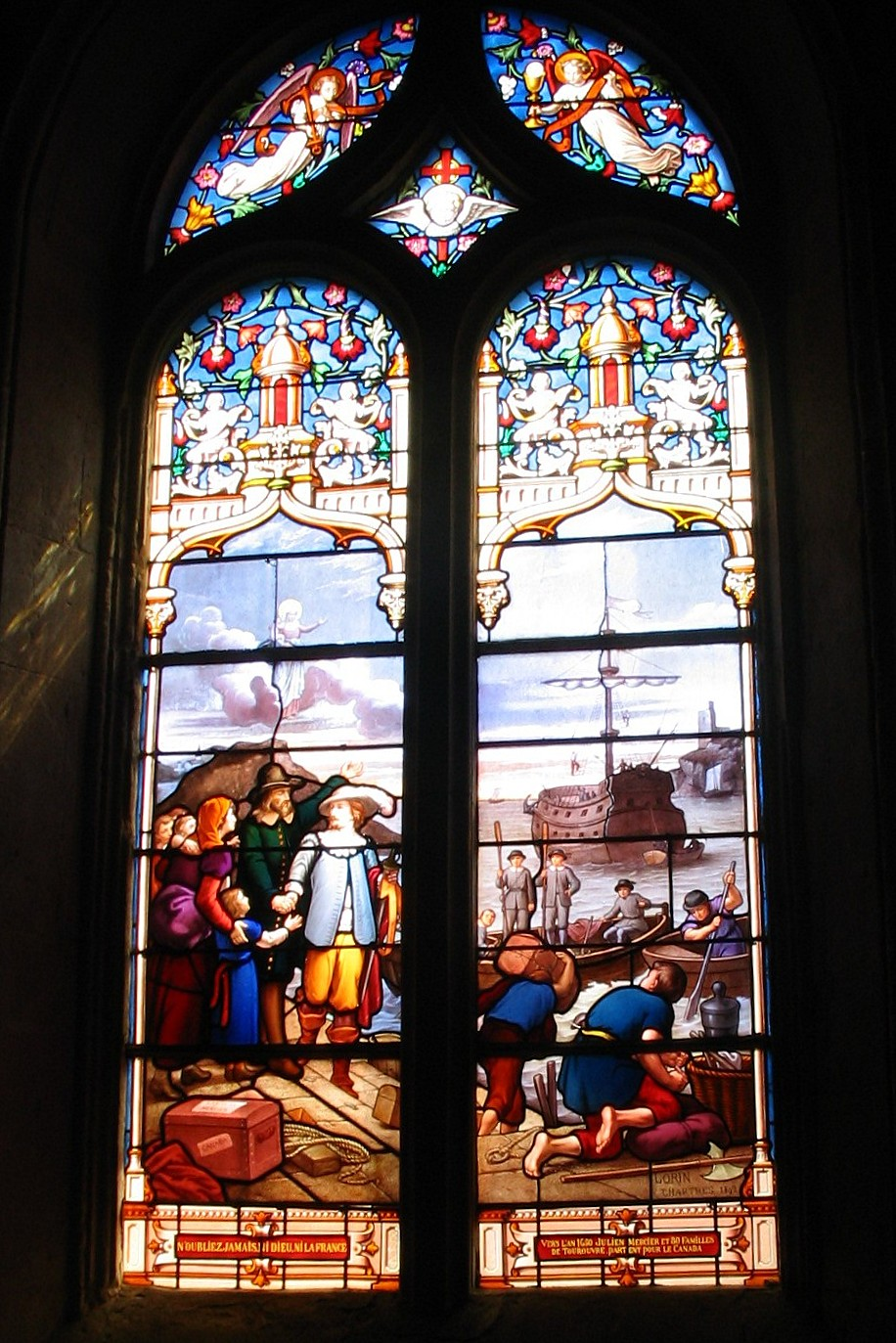
Vitrail dans l'église de Tourouvre relatant le départ de Julien Mercier pour l’Amérique.
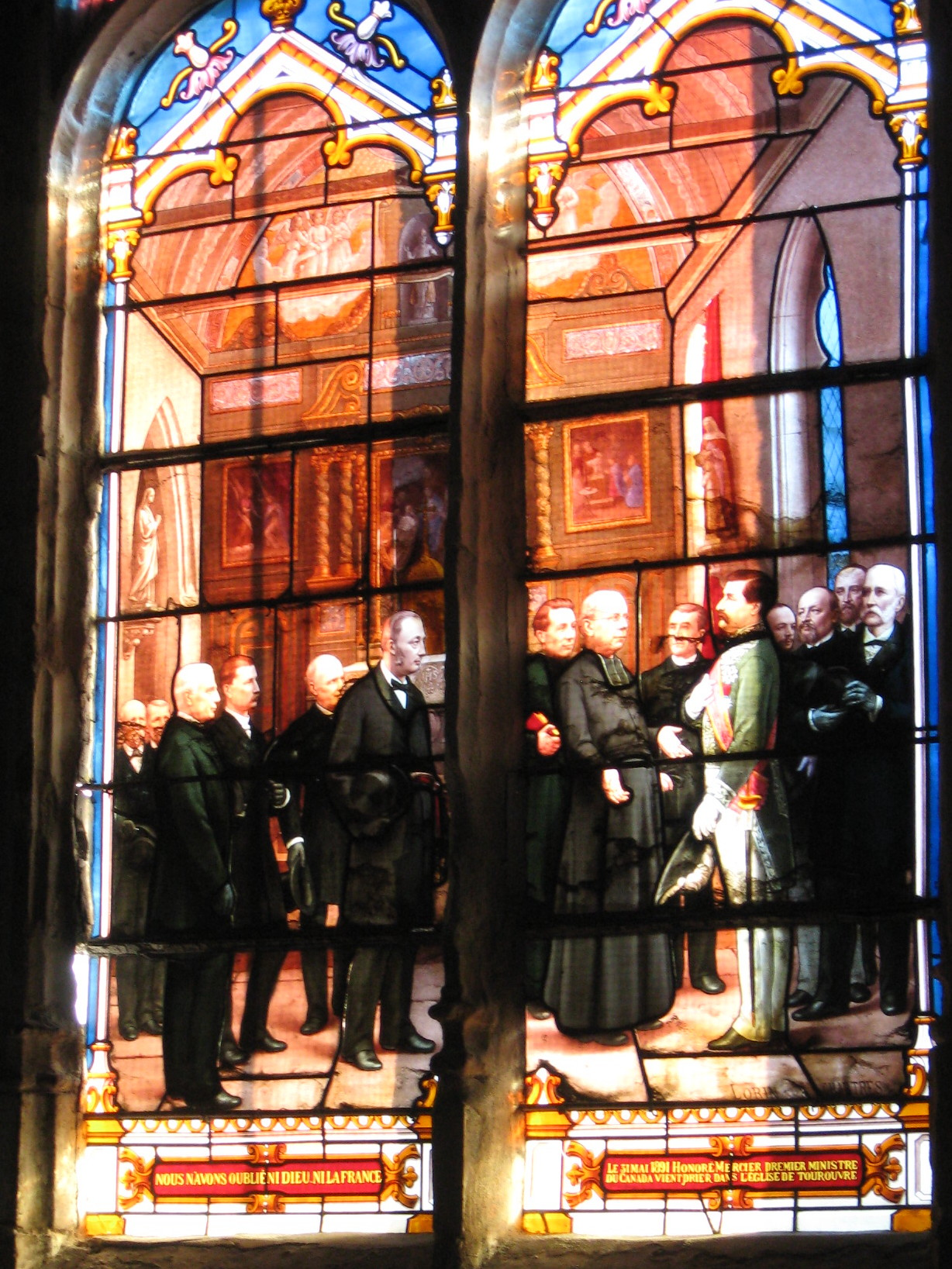
Vitrail relatant la visite à Tourouvre d'Honoré Mercier, Premier ministre québécois.

## Plaque commémorative
En 1987, l'AMAN (Association des Mercier de l'Amérique du Nord) a érigé une plaque commémorative à la mémoire de Julien Mercier, de Marie Poulain et de leurs enfants. Située à Sainte-Anne-de-Beaupré, cette plaque commémorative a été installée sur le lot de terre que Julien Mercier a défriché pour s'y installer.

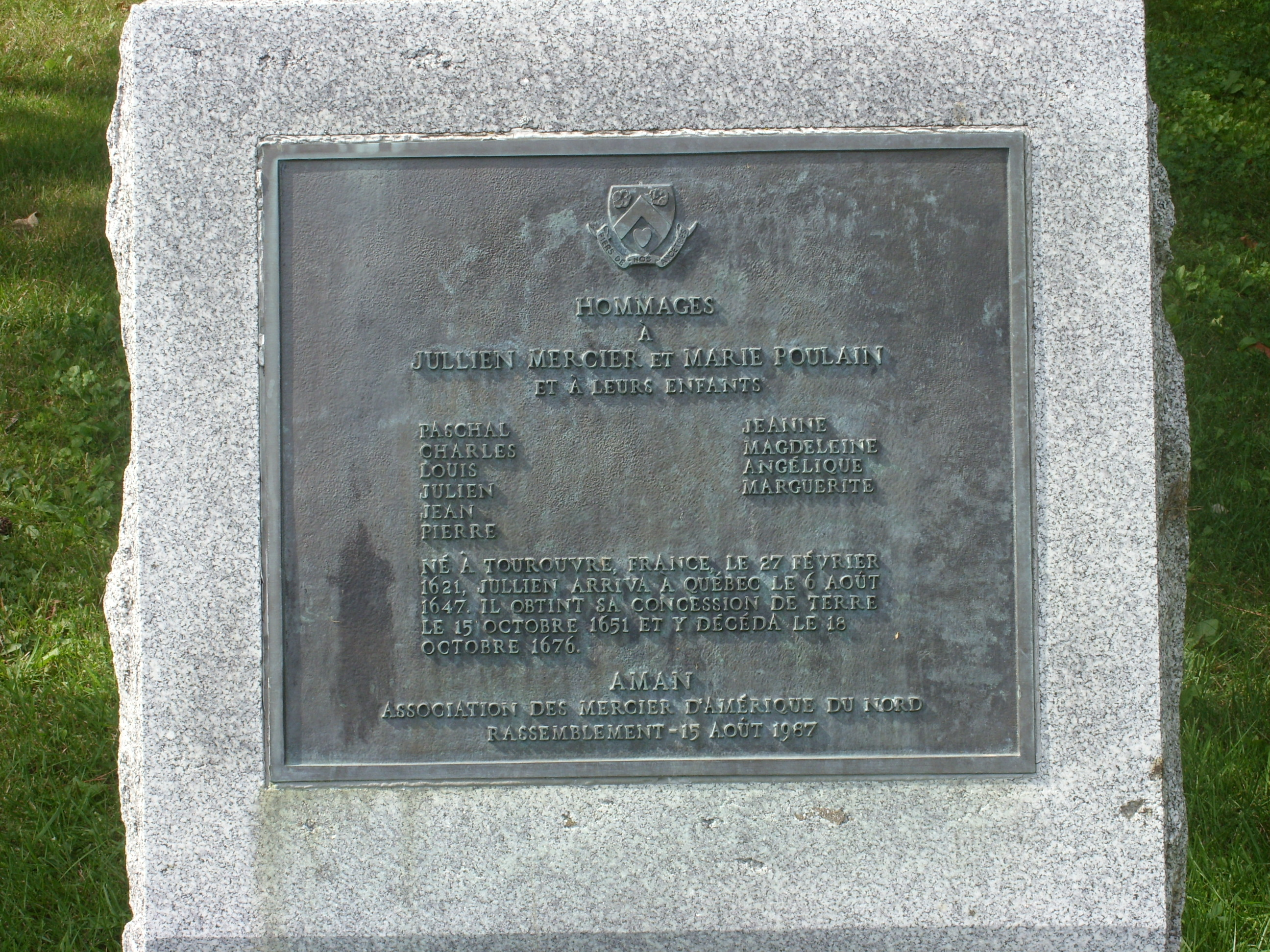
Plaque commémorative érigée par l'AMAN